# Giuseppe Fratecolla
Giuseppe Fratecolla (* 18. April 1818 in Bellinzona; † 26. Oktober 1873 in Sementina) war ein Schweizer Jurist, Offizier und Politiker (Liberale).

## Leben

### Familie
Giuseppe Fratecolla war der Sohn des Rechtsanwalts Pietro Fratecolla und dessen Ehefrau Casimira (geb. Paganini).
Er war mit Luigia, die Tochter des Rechtsanwalts Luigi Gabuzzi († 1894), verheiratet; sein Schwager war der Politiker Stefano Gabuzzi.

### Werdegang
Giuseppe Fratecolla erhielt seine höhere Schulausbildung an den Benediktinerschulen in Bellinzona und Einsiedeln sowie am Lyzeum Sant’Alessandro in Mailand. Er immatrikulierte sich zu einem Studium der Rechtswissenschaften an der Universität Pavia und promovierte 1839 zum Dr. jur.
Von 1843 bis 1866 war er als Rechtsanwalt und Notar in Bellinzona tätig, bereits in dieser Zeit leistete er Dienst als Soldat und war 1860 Major und Adjutant des Brigadekommandeurs der 23. Brigade, wurde 1862 zum Oberstleutnant befördert, 1864 zum Instruktor der Scharfschützen ernannt und 1866 zu den Carabinieri versetzt; er war 1859 der Begründer des Offiziersvereins Bellinzona, den er auch zeitweise als Präsident führte.
1867 war er Grossrichter der 9. Armee-Division und es erfolgte seine Ernennung zum Chefinstruktor der Scharfschützen des Kantons Tessin.
Er wurde 1872 zum eidgenössischen Oberst und zum Instruktor der Carabinieri befördert.

### Politisches Wirken
Von 1867 bis zu seinem Tod sass er als liberalradikaler Abgeordneter im Tessiner Grossen Rat und war in dieser Zeit vom 6. Juli 1868 bis 1. Mai 1870 im Ständerat vertreten.